# Fonction de Green
En mathématiques et en physique, une fonction de Green est une solution (également appelée solution élémentaire ou  solution fondamentale) d'une équation différentielle linéaire à coefficients constants, ou d'une équation aux dérivées partielles linéaire à coefficients constants.
Ces « fonctions » de Green, qui se trouvent être le plus souvent des distributions, ont été introduites par George Green en 1828 pour les besoins de l'électromagnétisme. Le mémoire de Green restera confidentiel jusqu'à sa republication en trois parties, à partir de 1850. Les fonctions de Green, qui seront dénommées ainsi par Riemann en 1869, seront alors abondamment utilisées, notamment par Neumann en 1877 pour sa théorie du potentiel Newtonien dans un espace à deux dimensions, puis en 1882 par Kirchhoff pour l'équation de propagation des ondes dans un espace à trois dimensions, et enfin par Helmholtz en acoustique.
Elles sont devenues un outil essentiel en théorie quantique des champs après que Feynman les a popularisées en 1948 sous le nom de propagateur dans sa formulation en intégrale de chemin de l'électrodynamique quantique.

## Introduction

### Position du problème
Soit x = (x1, ..., xn) un point de {\displaystyle \mathbb {R} ^{n}}, et {\displaystyle {\mathfrak {D}}} un opérateur différentiel linéaire. On cherche la solution φ(x) de l'équation aux dérivées partielles linéaire :
où {\displaystyle j:x\mapsto j(x)} est une fonction donnée, appelée source du champ φ(x) inconnu.

### Distribution de Dirac
On note δ la distribution de Dirac. Cette distribution vérifie la propriété fondamentale que, pour toute fonction {\displaystyle x\mapsto \varphi (x)} lisse :
{\displaystyle \langle \delta ,\varphi \rangle =\varphi (0)}.

### Définition de la fonction de Green

#### Définition
On appelle fonction de Green toute solution G de l'équation aux dérivées partielles linéaire :

#### Existence et unicité
Dans le cas où l'opérateur différentiel est à coefficients constants, l'existence est garantie par le théorème de Malgrange-Ehrenpreis. Dans le cas où les coefficients ne sont plus constants, il peut ne pas exister de fonction de Green, même pour des coefficients polynomiaux, voir l'exemple de Lewy.
En ce qui concerne l'unicité, il existe en général plusieurs fonctions de Green associées à la même équation. Ces fonctions diffèrent entre elles par leurs conditions aux limites. C'est pourquoi il est très important de spécifier deux choses pour définir de façon unique une fonction de Green précise :
- l'équation aux dérivées partielles linéaire ;
- les conditions aux limites.

Le problème de l'unicité sera précisé plus loin en relation avec la transformée de Fourier.
On notera cependant que l'ensemble des solutions de l'équation {\displaystyle {\mathfrak {D}}\ G\ =\ \delta } est un espace affine. Ainsi la solution générale de cette équation est la somme d'une solution particulière et de la solution générale de {\displaystyle {\mathfrak {D}}\ \varphi =0}.

### Intérêt de la fonction de Green
Si la fonction de Green {\displaystyle G:x\mapsto G(x)} est connue, alors la solution {\displaystyle \varphi :x\mapsto \varphi (x)} de l'équation :
s'écrit simplement sous la forme d'un produit de convolution :
En effet, l'opérateur {\displaystyle {\mathfrak {D}}} agissant sur la variable x, il vient en permutant dérivation et intégration, et en utilisant la définition de G(x) :
Cette équation peut s'interpréter comme la superposition de solutions élémentaires, chaque terme sous l'intégrale représentant la contribution de j(x) entre x et x + dx (on parle encore, en physique, d'interaction à deux corps).

## Transformée de Fourier
On utilise ci-dessous les notations introduites dans l'article opérateur différentiel.

### Opérateur différentiel linéaire à coefficients constants
Rappelons qu'un opérateur différentiel linéaire à coefficients constants d'ordre m s'écrit :
où les aα sont les coefficients de l'opérateur {\displaystyle {\mathfrak {D}}}. Dans toute la suite, on ne considérera que des opérateurs à coefficients constants : les aα seront indépendants de x.

### Introduction de la transformée de Fourier

#### Définition
On définit ici la transformée de Fourier de la fonction f(x) de n variables xk, (k = 1, ... , n) par :
La formule de transformation inverse s'écrit alors :

#### Application aux opérateurs différentiels linéaires à coefficients constants
On obtient la relation :
soit encore :

#### Symbole d'un opérateur différentiel linéaire à coefficients constants
On appelle symbole de l'opérateur différentiel {\displaystyle {\mathfrak {D}}} d'ordre m la fonction σ(ξ) des n variables polynomiale en ξ de degré m :
de telle sorte que :
{\displaystyle \sigma (\xi )=\sum _{|\alpha |=0}^{m}\ a_{\alpha }\ (-{\rm {i}}\xi )^{\alpha }}

### Application aux fonctions de Green

#### Introduction
Si l'opérateur différentiel {\displaystyle {\mathfrak {D}}} admet une fonction de Green tempérée G(x), notons {\displaystyle {\widehat {G}}(\xi )} sa transformée de Fourier. Par exemple, {\displaystyle {\mathfrak {D}}f=f'-f} n'admet qu'une seule fonction de Green tempérée, celle qui est nulle sur {\displaystyle \mathbb {R} _{+}^{*}}, les exponentielles croissant trop vite.
L'équation aux dérivées partielles linéaire à coefficients constants définissant les fonctions de Green :
devient, après transformation de Fourier, une équation algébrique :
dont la solution est triviale :
Pour obtenir la fonction de Green originale, il « suffit » alors de calculer la transformée de Fourier inverse :
soit explicitement :
Cette écriture est symbolique, car le symbole σ(ξ) de l'opérateur différentiel {\displaystyle {\mathfrak {D}}} d'ordre m étant une fonction polynomiale en ξ de degré m, le théorème fondamental de l'algèbre nous dit que ce polynôme possède m racines complexes (comptées avec leur multiplicité), donc que l'intégrande possède a priori m pôles.

#### Conditions aux limites
Dans les situations physiquement intéressantes, il arrive fréquemment que certains de ces pôles soient situés sur l'axe réel. La transformée de Fourier inverse :
se calcule alors par le théorème des résidus, et le choix du contour fermé et de la prescription de contour des pôles dépend de façon essentielle des conditions aux limites désirées. Il existera donc en général plusieurs fonctions de Green associées à la même équation, qui diffèrent entre-elle par leurs conditions aux limites.

## Exemples

### Équation de Laplace en 3D
On résout l'équation :
Il vient donc :
D'où, en intégrant en coordonnée sphérique tel que l'angle θ soit défini par {\displaystyle {\vec {r}}\cdot {}{\vec {k}}=rk\cos(\theta )}:
Soit en posant u = kr :
Enfin avec {\displaystyle \int _{0}^{\infty }{\frac {\sin {u}}{u}}\mathrm {d} u={\frac {\pi }{2}}} (intégrale de Dirichlet).
On conclut que la fonction de Green du Laplacien en 3D est :
Puisque l'équation {\displaystyle \Delta G({\vec {r}})=\delta ({\vec {r}})} définit un espace affine, l'ensemble des fonctions de Green du Laplacien 3D est donné par : {\displaystyle G={\frac {1}{4\pi r}}+\phi } où ϕ est une fonction harmonique Δϕ = 0.

### Équation de Laplace en 2D
Le cas 2D de l'équation de Laplace est plus compliqué que celui 3D car la méthode exposée dans le cas 3D consistant à résoudre l'équation à l'aide des transformées de Fourier ne marche pas. En fait la fonction {\displaystyle \Delta {\hat {G}}={\frac {1}{k_{x}^{2}+k_{y}^{2}}}} n'admet pas de transformée inverse (tout comme par ailleurs le bilaplacien 3D). Pour obtenir la fonction de Green du Laplacien 2D on va donc utiliser une autre méthode.
On a donc l'équation : {\displaystyle \Delta G({\vec {r}})=\delta ({\vec {r}})}
Il existe plusieurs fonctions de Green pour ce problème. La plus simple est celle qui, en coordonnée polaire, est uniquement radiale. 
Donc :
On en déduit que : G(r) = A ln(r) + B. On peut poser B = 0 pour simplifier (notons que cela revient à poser comme condition au bord G(r = 1) = 0).
Pour déterminer A, on intègre δ sur un disque de rayon ε, noté Dε et de contour le cercle Cε.
Par définition de δ, on a en utilisant le théorème de la divergence à 2D :
On conclut que :
Notons bien que cette fonction de Green est associée aux conditions aux limites G(r = 1) = 0 et {\displaystyle \lim _{r\to \infty }G(r)=\infty }.
D'autres fonctions de Green du laplacien 2D peuvent être trouvées pour des conditions aux limites différentes. Par exemple : si G(r = R0) = 0 et {\displaystyle \lim _{r\to \infty }G(r)=\infty }, alors {\displaystyle G({\vec {r}})={\frac {1}{2\pi }}\ln \left({\frac {r}{R_{0}}}\right)}
On remarque enfin que le logarithme n'admet pas de transformée de Fourier inverse, confirmant ainsi le fait que l'approche utilisant la transformation de Fourier comme dans le cas de l'équation de Laplace 3D était vouée à l'échec.
De même que précédemment, puisque l'équation {\displaystyle \Delta G({\vec {r}})=\delta ({\vec {r}})} définit un espace affine, l'ensemble des fonctions de Green du Laplacien 2D est donnée par : G(r , θ) =  ln(r)/2π + ϕ(r , θ) où ϕ est une fonction harmonique Δϕ = 0. La détermination de la fonction ϕ dépend alors du type de conditions initiales et aux limites voulues.

### Bilaplacien en 2D
Une fonction de Green associée au biplacien 2D Δ2G = δ est  : 

### Oscillateur harmonique
Considérons l'équation différentielle ordinaire de la fonction de Green de l'oscillateur harmonique à un degré de liberté de pulsation ω0 :
On peut remarquer à ce niveau que sur les deux intervalles ouverts {\displaystyle \mathbb {R} ^{+*}} et {\displaystyle \mathbb {R} ^{-*}}, la solution sera de la forme
mais on va résoudre cette équation sans partir de cette constatation.
Après transformation de Fourier, cette équation différentielle temporelle devient une équation algébrique pour la pulsation ω, variable conjuguée au temps t :
dont la solution est triviale :
Pour obtenir la fonction de Green temporelle, on doit calculer la transformée de Fourier inverse :
L'intégrande possède deux pôles simples réels, situés respectivement en ω = +ω0 et ω = – ω0 ; on interprète alors l'intégrale comme une intégrale curviligne dans le plan complexe :
pour laquelle il convient d'abord de fermer le contour Γ. On complète ici l'axe des réels par un demi-cercle centré à l'origine et de rayon R (on prendra la limite R → +∞ à la fin). Il restera encore à choisir dans quel demi-espace du plan complexe situer ce demi-cercle, et enfin à donner une prescription de contour des pôles afin de pouvoir terminer le calcul grâce au théorème des résidus.

#### Propagateur retardé
L'hypothèse classique de causalité consiste à postuler a priori que la réponse du système physique suit son excitation, c’est-à-dire ici que le propagateur ne peut être non nul que pour les temps t ≥ 0 ultérieurs à l'application de l'impulsion de Dirac à l'instant t = 0, soit :
Pour voir dans quel demi-espace du plan complexe il faut situer le demi-cercle, écrivons que :
On a alors :
Pour que l'intégrale converge lorsque R → +∞ quel que soit t < 0, il faut que l'exponentielle réelle tende vers zéro dans cette limite :
Il faut donc que : sin θ < 0, soit : –π < θ < 0 : le contour doit être refermé dans le demi-plan complexe inférieur lorsque {\displaystyle t<0}.
La fonction de Green devant être identiquement nulle dans ce cas, les deux pôles doivent alors se trouver à l'extérieur de ce contour fermé, c’est-à-dire que les pôles doivent être compris comme : ω = ω0 + iε et : ω = –ω0 + iε à la limite où ε → 0+.
Pour t > 0, le contour doit être refermé dans le demi-plan complexe supérieur.
Le contour fermé contient alors les deux pôles, et le théorème des résidus donne :
soit :
On obtient donc finalement :
où θ(t) est la distribution de Heaviside.

#### Propagateur avancé
On a aussi tout à fait le droit de considérer la fonction de Green avancée : le propagateur ne peut être non nul que pour les temps t ≤ 0 antérieurs à l'application de l'impulsion de Dirac à l'instant t = 0, soit :
Pour que l'intégrale converge lorsque R → +∞ quel que soit t < 0, il faut que le contour soit refermé dans le demi-plan complexe inférieur lorsque t < 0, dans le demi-plan complexe supérieur pour t > 0 (le raisonnement est celui effectué dans le paragraphe précédent).
La fonction de Green devant être identiquement nulle pour t > 0, les deux pôles doivent alors se trouver à l'extérieur du contour fermé, c’est-à-dire que les pôles doivent être {\displaystyle \omega =+\omega _{0}-{\rm {i}}\varepsilon } et {\displaystyle \omega =-\omega _{0}-{\rm {i}}\varepsilon } à la limite où : ε → 0+.
Le contour fermé contient alors les deux pôles pour t < 0, et le théorème des résidus donne :
Le facteur -1 est dû au parcours du contour dans le sens horaire. Finalement on obtient :
où θ(t) est la distribution de Heaviside.

## Applications au calcul numérique
Les opérateurs de Green permettent de représenter la solution exacte d'un problème physique (système d'équations aux dérivées partielles) sous forme de convolutions, et s'exprime naturellement dans l'espace de Fourier. Par exemple, en mécanique, les équations de Lippmann-Schwinger permettent d'exprimer le champ de déformation dans un matériau linéaire élastique homogène soumis à une précontrainte au moyen de l'opérateur de Green. Pour les problèmes de conductivité diélectrique, des formulations similaires existent. Ces équations ont non seulement un intérêt théorique mais également pratique.
Les calculs par opérateurs de Green ont de nombreuses applications dans le domaine de l'homogénéisation y compris non linéaire. Les champs de déformation et de contrainte (ou du champ électrique ou magnétique dans des problèmes de conductivité ou de magnétisme de milieux hétérogènes) sont obtenus numériquement par un algorithme de point de fixe. Les lois constitutives du milieu (traitées dans l'espace réel) et la représentation de la solution par opérateur de Green (traité dans l'espace de Fourier) sont itérés jusqu'à convergence des champs. La majorité du temps de calcul consiste à passer de l'espace réel au domaine de Fourier, à l'aide de transformées de Fourier rapides.